# Piedra Pómez (humoristas)

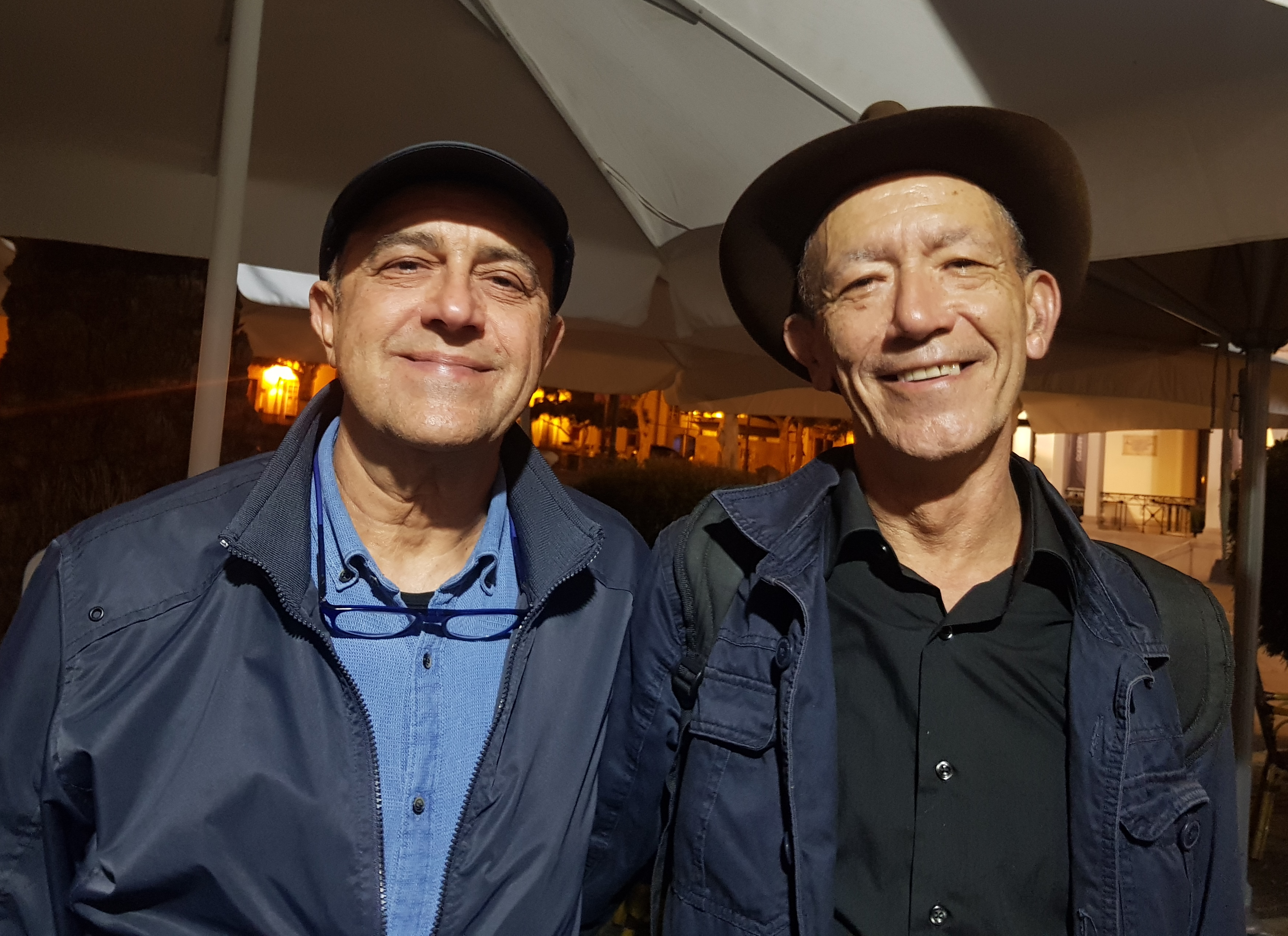
Santana (izquierda) y Figueras

Piedra Pómez es un dúo humorístico español formado por Francisco Santana Santos y Gregorio Figueras Martín que comenzó su carrera artística en 1972 convirtiéndose en uno de los dúos humorísticos más reconocidos y de más larga trayectoria en las Islas Canarias con más de tres décadas de humor. Ambos son profesores y se conocieron en el Colegio Mayor San Fernando, (La Laguna, Tenerife) el año 1972.

## Trayectoria profesional

### Inicios
En 1986 el dúo comenzó preparando un programa en Radio Guiniguada. Debutaron el 27 de noviembre de 1987 y se han dedicado a hacer reír en directo y a través de los medios de comunicación. Su eslogan: «Una pareja de amigos que se divierte en voz alta».
Televisión
Desde 1989 a 1990 colaboraron en el programa El Patio de TVE Canarias con un espacio de humor semanal titulado «Buchito de café» con el que se darían a conocer y popularizarían a sus personajes Fefa y Sioni.
De 1990 a 1991 en la misma TVE Canarias su espacio de humor se titulaba «Los profesionales», con el que parodiaban distintas profesiones. A partir de esa fecha colaboraron en especiales de fin de año como el de Antena 3 titulado «¡Qué noche, vieja!» en el año 2000 y en especiales de carnaval «Encarna Va …» (Antena 3 y Televisión Canaria), «Hora de visitas» (TVE Canarias), «Falta de Ignorancia FDI» (dos temporadas para Televisión Canaria), «Guacimara, Carita de guanche» (Televisión Canaria), especial treinta aniversario de Piedra Pómez, «Una pareja feliz y con treinta» lo último en enero de 2018.
Carnaval
Durante el Carnaval de Las Palmas de Gran Canaria de 1997 participaron en el Entierro de la sardina y fueron los pregoneros de dicha fiesta en 1996 y 2003.
Desde 2005 hasta la actualidad Francisco Santana Santos dirige el Aula del Humor de la Universidad de Las Palmas de Gran Canaria y Piedra Pómez participa de forma habitual en las tertulias y mesas de debate mensuales denominadas «Martes de Risa» con intervenciones de humoristas y personalidades políticas, artísticas y culturales.
Continúan colaborando con diferentes medios como RTVE y en diferentes espectáculos a lo largo de las Islas y en ocasiones a nivel peninsular, haciéndose eco de sus actuaciones y recorrido periódicos como ABC.